# Bujurquina
Bujurquina – rodzaj słodkowodnych ryb okoniokształtnych z rodziny pielęgnicowatych (Cichlidae).

## Występowanie
Do rodzaju należą gatunki występujące w Ameryce Południowej.

## Klasyfikacja
Gatunki zaliczane do tego rodzaju:
| - Bujurquina apoparuana Kullander, 1986 - Bujurquina beniensis Careaga, Miranda & Carvajal-Vallejos, 2023 - Bujurquina cordemadi Kullander, 1986 - Bujurquina eurhinus Kullander, 1986 - Bujurquina hophrys Kullander, 1986 - Bujurquina huallagae Kullander, 1986 - Bujurquina labiosa Kullander, 1986 - Bujurquina mabelae Careaga, Miranda & Carvajal-Vallejos, 2023 - Bujurquina mariae (Eigenmann, 1922) - Bujurquina megalospilus Kullander, 1986 - Bujurquina moriorum Kullander, 1986 | - Bujurquina oenolaemus Kullander, 1987 - Bujurquina omagua Říčan & Říčanová, 2023 - Bujurquina ortegai Kullander, 1986 - Bujurquina pardus Arbour, Barriga Salazar & López-Fernández, 2014 - Bujurquina peregrinabunda Kullander, 1986 - Bujurquina robusta Kullander, 1986 - Bujurquina syspilus (Cope, 1872) - Bujurquina tambopatae Kullander, 1986 - Bujurquina vittata (Heckel, 1840) - Bujurquina zamorensis (Regan, 1905) |